# Hof am Leithaberge
Hof am Leithaberge (o Hof am Leithagebirge) è un comune austriaco di 1 548 abitanti nel distretto di Bruck an der Leitha, in Bassa Austria; ha lo status di comune mercato (Marktgemeinde). È il paese natale dell'orientalista e missionario Paolino da San Bartolomeo.